# جون جوناس
جون جوناس (انگلیسی: Joan Jonas؛ زادهٔ ۱۹۳۶) یک هنرمند هنرهای بصری اهل ایالات متحده آمریکا است. او از پیشگامان هنر ویدئویی و  اجرا است و یکی از مهمترین هنرمندان زن است که در اواخر دهه ۱۹۶۰ و اوایل دهه ۱۹۷۰ ظاهر شد.
این هنرمند الهام بخش بسیاری از هرنمندان پرفورمنس آرت است. جوجوناس با هنرمندانی چون رابرت ویتمن و ریچارد سررا و موسیقیدان فلیپ گلس همکاری کرده است، او هم اکنون نیز به فعالیت خود درعرصه آثار هنری می‌پردازد.
از ویزگی های آثار او می توان به فرم های پیچیده و لایه‌بندی شده اشاره کرد. او در مورد اینگونه آثاراش می گوید:
“کار من مربوط به لایه‌ها و لایه‌بندی است. زیرا این روش اصلی عملکرد ذهن ماست. ما هم‌ زمان به چندچیز فکر می‌کنیم، چیزهایی را می‌بینیم و آن‌ها را تصور می‌کنیم،یک تصویر را می‌بینیم و یک تصویر دیگر در لایه بالایی آن ساخته می‌شود. من سعی می‌کنم این تصویر ثانویه را مثل نشان دادن چیزی برای گفتن چیزی دیگر نشان بدهم.”

## زندگی
جون جوناس در سال ۱۹۳۶ در نیویورک (آمریکا)متولد شد. در رشته مجسمه‌سازی در دانشگاه کلمبیا تحصیل کرد و فوق لیسانس گرفت. او همچنین به آموختن هنر رقص و تئاتر پرداخت. جون کار هنری خود را از دهه ۱۹۶۰ آغاز کرد. بعدتر به ژاپن رفت و نمایش‌های سنتی ژاپن مثل کابوکی، تئاتر نو و خیمه‌شب‌بازی بونراکو را فرا گرفت. از ژاپن با یک دوربین ویدیویی پرتابل بازگشت و تقریباً از ۱۹۷۰ به ساخت ویدیو آرت پرداخت.
پروژه‌ها و تجارب جوناس برای بسیاری از اجراهای هنر ویدئویی، پایه‌ای فراهم کرد و تأثیرات آن به هنر مفهومی، تئاتر، هنرهای نمایشی و سایر رسانه‌های تصویری نیز گسترش یافت. او در نیویورک زندگی می‌کند و در نوا اسکوشیا کانادا کار می‌کند.
وی همچنین برنده جوایزی همچون کمک هزینه گوگنهایم شده‌است.